# Gernot Feifel
Gernot Feifel (* 4. September 1935 in Rottweil; † 7. März 2019 in Homburg/Saar) war ein deutscher Mediziner. Er war C4-Professor für Allgemeine Chirurgie, Abdominal- und Gefäßchirurgie am Universitätsklinikum des Saarlandes in Homburg.

## Leben
Gernot Feifel wurde als Sohn des Volksschullehrers Alois Feifel und dessen Frau Maria, geb. Mögel, in Rottweil am Neckar geboren. Nach dem Schulbesuch in Arnach (Kreis Wangen/Allgäu), Biberach an der Riß und Leutkirch/Allgäu legte er 1955 am Gymnasium in Wangen das Abitur ab. Anschließend begann Feifel ein Medizinstudium an der Ludwig-Maximilians-Universität München; 1957 absolvierte er dort die ärztliche Vorprüfung. Nach dem ersten klinischen Semester wechselte er an die Albert-Ludwigs-Universität Freiburg, wo er sein Studium 1960/61 mit der medizinischen Prüfung ablegte. Seine Ausbildung als Medizinialssistent absolvierte er an der Chirurgischen Universitätsklinik und der Universitäts-Kinderklinik in Freiburg sowie im St. Elisabethen-Krankenhaus in Lörrach. 1962 wurde er bei Hermann Krauß in Freiburg mit einer Arbeit über die Funktion von Herz-Lungen-Maschinen bei tiefen Temperaturen promoviert. 1971 habilitierte sich Feifel an der Medizinischen Fakultät der Universität München, wo er anschließend als Privatdozent tätig war. 1978 wurde er zum a.o. Professor und 1980 zum C3-Professor berufen.
Zum 15. Juni 1982 folgte er dem Ruf an das Universitätsklinikum des Saarlandes, wo er bis zu seiner  Emeritierung im Jahr 2001 Direktor der Abteilung für allgemeine Chirurgie, Abdominal- und Gefäßchirurgie der Chirurgischen Universitätsklinik war. Mit Ulrich Hildebrandt führte er in Deutschland die Endosonographie des Mastdarms ein. Im Amtsjahr 1990/91 war er Ärztlicher Direktor des Universitätsklinikums. Von 1992 bis 1998 war er Mitglied der wissenschaftlichen Kommission des Wissenschaftsrates. 1992 gehörte er zu den Gründern der Saarländischen Chirurgenvereinigung. Seine Initiative „Teach the Teacher“ erhielt 2006 vom Minister für Wirtschaft und Wissenschaft des Saarlandes den Landespreis für Hochschullehrer. Verheiratet war Feifel mit Ulla Feifel, geborene Bachl, mit der er drei Söhne und eine Tochter hatte. Ein Sohn ist der Schauspieler Martin Feifel, eine Schwiegertochter die Opernsängerin Nathalie Stadler-Feifel.  

## Auszeichnungen
- Ernst-von-Bergmann-Plakette (1997)

## Publikationen
- Spezielle Untersuchungen zur Funktion von Herz-Lungen-Maschinen bei tiefen Temperaturen. (Freiburg (Breisgau), Univ., Diss., 1962).
- Indikation zu Vagotomie oder Resektion beim Ulcus duodeni und ihre Vermeidung durch moderne Sekretionstests. (München, Univ., Habil.-Schr., 1971).
- Endosonography in gastroenterology, gynecology and urology (Mit John Beynon) Springer-Verlag, Heidelberg 1990, ISBN 978-3-642-74254-5.
- An Atlas of Rectal Endosonography (Mit John Beynon, Ulrich Hildebrandt und Neil J.McC Mortensen), Springer-Verlag, London 1991, ISBN 978-0-387-19690-9.